# Jesuitenstation Monheim
Die Jesuitenstation Monheim war eine Niederlassung des Jesuitenordens in Monheim (Schwaben) in Bayern in der Diözese Eichstätt.

## Geschichte
Von 1618 bis 1623 gab es im pfalz-neuburgischen Monheim eine Jesuitenstation. Hier wirkten im Zuge der Rekatholisierung des Pfalzgrafentums unter Kurfürst Wilhelm zwei bis drei Jesuitenpatres aus Eichstätt, darunter ein Pater Augustin. Die Jesuiten hielten anfangs wöchentlich drei Predigten und zwei Katechesen; ein Pater besuchte fast täglich die umgebenden Dörfer. Bereits im ersten Jahr ihres Wirkens wurden in Monheim 1.200 „Konvertiten“ gezählt; „nur vier bis fünf Hartnäckige“, wie es in den Quellen heißt, mussten auswandern.